# Euphrasia mendoncae
Euphrasia mendoncae är en snyltrotsväxtart som beskrevs av Gonçalo Antonio da Silva Ferreira Sampaio. Euphrasia mendoncae ingår i släktet ögontröster, och familjen snyltrotsväxter. Inga underarter finns listade i Catalogue of Life.